# Miss Univers 2012
L’élection de Miss Univers 2012 est la 61e édition du concours de beauté Miss Univers, qui s'est déroulée le 19 décembre 2012 au Theatre for the Performing Arts de l'hôtel Planet Hollywood Resort and Casino à Las Vegas au Nevada, États-Unis. La gagnante, l'Américaine Olivia Culpo, succède à l'Angolaise Leila Lopes, Miss Univers 2011.

## Résultats
| Résultat final    | Candidate |
| ----------------- | --- |
| Miss Univers 2012 | - États-Unis - Olivia Culpo |
| 1re dauphine      | - Philippines - Janine Tugonon |
| 2e dauphine       | - Venezuela - Irene Esser |
| 3e dauphine       | - Australie - Renae Ayris |
| 4e dauphine       | - Brésil - Gabriela Markus |
| Top 10            | - France - Marie Payet - Hongrie - Agnes Konkoly - Mexique - Karina González - Russie - Elizabeth Golovanova - Afrique du Sud - Melinda Bam                   |
| Top 16            | - Croatie - Elizabeta Burg - Kosovo - Diana Avdiju - Inde - Shilpa Singh - Pérou - Nicole Faverón - Pologne - Marcelina Zawadzka - Turquie - Çağıl Özge Özkul |

## Scores finaux
Voici les scores établis par le jury final de l'élection (en maillot de bain, en robe de soirée). Sachant que les notes de la question finale ne sont jamais affichées à l'écran.
Les résultats ci-dessous ont été dévoilés en juillet 2012 par la société afin de démontrer qu'aucune candidate n'a été plébiscitée à la suite des réclamations de plusieurs comités.
| Pays           | Maillot de bain | Robe de soirée | Interview |
| -------------- | --------------- | -------------- | --------- |
| États-Unis     | 8.500 (10)      | 9.450 (3)      | 1         |
| Philippines    | 9.550 (1)       | 9.100 (5)      | 2         |
| Venezuela      | 9.430 (2)       | 9.120 (4)      | 3         |
| Australie      | 9.420 (3)       | 9.620 (2)      | 4         |
| Brésil         | 9.380 (4)       | 9.700 (1)      | 5         |
| France         | 9.140 (6)       | 8.870 (7)      |           |
| Hongrie        | 9.320 (5)       | 8.640 (10)     |           |
| Mexique        | 8.750 (9)       | 8.750 (8)      |           |
| Russie         | 8.850 (7)       | 8.720 (9)      |           |
| Afrique du Sud | 8.800 (8)       | 8.920 (6)      |           |
| Croatie        | 8.490 (11)      |                |           |
| Pérou          | 8.450 (12)      |                |           |
| Kosovo         | 8.400 (13)      |                |           |
| Pologne        | 8.100 (14)      |                |           |
| Turquie        | 8. 070 (15)     |                |           |
| Inde           | 7.980 (16)      |                |           |

 Gagnante
 1re Dauphine
 2e Dauphine
 3e Dauphine
 4e Dauphine

### Récompenses spéciales
| Récompense                | Candidate                    |
| ------------------------- | ---------------------------- |
| Miss Amabilité            | Guatemala - Laura Godoy (en) |
| Miss Photogénique         | Kosovo - Diana Avdiju        |
| Meilleur costume national | Chine - Xu Jidan (en)        |

## Candidates
| Pays                      | Candidate                     | Âge    | Taille | Ville                   |
| ------------------------- | ----------------------------- | ------ | ------ | ----------------------- |
| Afrique du Sud            | Melinda Bam                   | 22 ans | 1,70 m | Pretoria                |
| Albanie                   | Adrola Dushi (en)             | 18 ans | 1,79 m | Rrëshen                 |
| Allemagne                 | Alicia Endemann (de)          | 23 ans | 1,75 m | Hambourg                |
| Angola                    | Marcelina Vahekeni            | 21 ans | 1,72 m | Ondjiva                 |
| Argentine                 | Camila Solórzano (en)         | 23 ans | 1,79 m | Tucumán                 |
| Australie                 | Renae Ayris (en)              | 21 ans | 1,75 m | Perth                   |
| Bahamas                   | Celeste Marshall (en)         | 19 ans | 1,81 m | Nassau                  |
| Belgique                  | Laura Beyne                   | 19 ans | 1,72 m | Bruxelles               |
| Bolivie                   | Yéssica Mouton (en)           | 23 ans | 1,72 m | Santa Cruz              |
| Botswana                  | Sheillah Molelekwa (en)       | 19 ans | 1,75 m | Gaborone                |
| Brésil                    | Gabriela Markus (en)          | 23 ans | 1,80 m | Teutônia                |
| Bulgarie                  | Zhana Yaneva (en)             | 23 ans | 1,78 m | Sofia                   |
| Canada                    | Sahar Biniaz                  | 26 ans | 1,76 m | Vancouver               |
| Chili                     | Ana Luisa König               | 22 ans | 1,77 m | Santiago                |
| Chine                     | Xu Jidan (en)                 | 22 ans | 1,80 m | Shanghai                |
| Chypre                    | Ioánna Yiannakoú (en)         | 19 ans | 1,82 m | Paphos                  |
| Colombie                  | Daniella Álvarez              | 23 ans | 1,74 m | Barranquilla            |
| Corée du Sud              | Lee Seong-hye (en)            | 22 ans | 1,75 m | Séoul                   |
| Costa Rica                | Nazareth Cascante (en)        | 21 ans | 1,73 m | Alajuela                |
| Croatie                   | Elizabeta Burg (en)           | 18 ans | 1,78 m | Vrbanja                 |
| Curaçao                   | Monifa Jansen (en)            | 18 ans | 1,76 m | Willemstad              |
| Danemark                  | Josefine Hewitt (en)          | 19 ans | 1,75 m | Esbjerg                 |
| Équateur                  | Carolina Aguirre (en)         | 19 ans | 1,77 m | Guayaquil               |
| Espagne                   | Andrea Huisgen                | 21 ans | 1,81 m | Barcelone               |
| Estonie                   | Kätlin Valdmets (en)          | 24 ans | 1,75 m | Harjumaa                |
| États-Unis                | Olivia Culpo                  | 20 ans | 1,66 m | Cranston (Rhode Island) |
| Finlande                  | Sara Chafak                   | 21 ans | 1,72 m | Helsinki                |
| France                    | Marie Payet                   | 20 ans | 1,78 m | Sainte-Clotilde         |
| Gabon                     | Marie-Noëlle Ada              | 21 ans | 1,70 m | Ngounié                 |
| Géorgie                   | Tamar Shedania (en)           | 20 ans | 1,78 m | Zougdidi                |
| Ghana                     | Gifty Ofori (en)              | 24 ans | 1,73 m | Accra                   |
| Grèce                     | Vasilikí Tsiroyiánni          | 20 ans | 1,77 m | Thessalonique           |
| Guam                      | Alyssa Cruz Aguero (en)       | 24 ans | 1,80 m | Barrigada               |
| Guatemala                 | Laura Godoy (en)              | 23 ans | 1,74 m | Guatemala               |
| Guyana                    | Ruqayyah Boyer (en)           | 20 ans | 1,79 m | Linden                  |
| Haïti                     | Jacques Christela (en)        | 22 ans | 1,76 m | Port-au-Prince          |
| Honduras                  | Jennifer Denise Andrade (en)  | 24 ans | 1,57 m | Tegucigalpa             |
| Hongrie                   | Agnes Konkoly (en)            | 24 ans | 1,72 m | Budapest                |
| Îles Caïmans              | Lindsay Japal (en)            | 23 ans | 1,75 m | George Town             |
| Îles Vierges britanniques | Abigail Hyndman (en)          | 21 ans | 1,75 m | Road Town               |
| Inde                      | Shilpa Singh (en)             | 20 ans | 1,74 m | Mumbai                  |
| Indonésie                 | Maria Selena (en)             | 20 ans | 1,77 m | Semarang                |
| Irlande                   | Adrienne Murphy (en)          | 22 ans | 1,73 m | Clondalkin              |
| Israël                    | Lina Machola (en)             | 18 ans | 1,78 m | Haïfa                   |
| Italie                    | Grazia Maria Pinto (en)       | 24 ans | 1,77 m | Catane                  |
| Jamaïque                  | Chantal Zaky (en)             | 24 ans | 1,76 m | Port Antonio            |
| Japon                     | Ayako Hara (en)               | 24 ans | 1,70 m | Sendai                  |
| Kazakhstan                | Aynour Toleouova              | 18 ans | 1,78 m | Taldykourgan            |
| Liban                     | Rina Chibany (en)             | 21 ans | 1,78 m | Zahlé                   |
| Lituanie                  | Eglė Štandtaitė (en)          | 21 ans | 1,77 m | Kaunas                  |
| Malaisie                  | Kimberley Leggett (en)        | 18 ans | 1,75 m | Penang                  |
| Maurice                   | Ameeksha Dilchand (en)        | 24 ans | 1,75 m | Vacoas-Phœnix           |
| Mexique                   | Karina González               | 20 ans | 1,77 m | Aguascalientes          |
| Monténégro                | Andrea Radonjic (en)          | 18 ans | 1,76 m | Podgorica               |
| Nicaragua                 | Farah Eslaquit                | 20 ans | 1,74 m | Masaya                  |
| Nigeria                   | Isabella Ayuk (en)            | 25 ans | 1,80 m | Calabar                 |
| Norvège                   | Sara Nicole Andersen (en)     | 20 ans | 1,70 m | Oslo                    |
| Nouvelle-Zélande          | Avianca Böhm (en)             | 22 ans | 1,78 m | Auckland                |
| Panama                    | Stephanie Vander Werf (en)    | 25 ans | 1,78 m | Panama                  |
| Paraguay                  | Egni Eckert (en)              | 24 ans | 1,82 m | Luque                   |
| Pays-Bas                  | Nathalie den Dekker (en)      | 22 ans | 1,68 m | Amsterdam               |
| Pérou                     | Nicole Faverón (en)           | 22 ans | 1,83 m | Iquitos                 |
| Philippines               | Janine Marie Tugonon (en)     | 22 ans | 1,73 m | Balanga                 |
| Pologne                   | Marcelina Zawadzka            | 22 ans | 1,80 m | Malbork                 |
| Porto Rico                | Bodine Koehler                | 19 ans | 1,83 m | San Juan                |
| République dominicaine    | Dulcita Lieggi Francisco (en) | 22 ans | 1,82 m | Saint-Domingue          |
| Tchéquie                  | Tereza Chlebovská (en)        | 21 ans | 1,75 m | Třemešné                |
| Royaume-Uni               | Holly Hale (en)               | 21 ans | 1,80 m | Cardiff                 |
| Roumanie                  | Delia Monica Duca (en)        | 26 ans | 1,80 m | Bucarest                |
| Russie                    | Elizaveta Golovanova          | 18 ans | 1,78 m | Smolensk                |
| Sainte-Lucie              | Tara Edward (en)              | 24 ans | 1,80 m | Gros Islet              |
| Salvador                  | Ana Yancy Clavel              | 20 ans | 1,73 m | San Salvador            |
| Serbie                    | Branislava Mandić (en)        | 21 ans | 1,73 m | Čurug                   |
| Singapour                 | Lynn Tan (en)                 | 24 ans | 1,71 m | Singapour               |
| Slovaquie                 | Ľubica Štepanová (en)         | 24 ans | 1,75 m | Prievidza               |
| Sri Lanka                 | Sabrina Herft (en)            | 25 ans | 1,75 m | Colombo                 |
| Suède                     | Hanni Beronius (en)           | 22 ans | 1,74 m | Göteborg                |
| Suisse                    | Alina Buchschacher            | 20 ans | 1,71 m | Berne                   |
| Tanzanie                  | Winfrida Dominic (en)         | 19 ans | 1,75 m | Dar es Salam            |
| Thaïlande                 | Farida Waller (en)            | 18 ans | 1,72 m | Krabi                   |
| Trinité-et-Tobago         | Avionne Mark (en)             | 23 ans | 1,76 m | Champ-Fleurs            |
| Turquie                   | Çağıl Özge Özkul (en)         | 23 ans | 1,81 m | Ankara                  |
| Ukraine                   | Anastasia Chernova (en)       | 20 ans | 1,77 m | Kharkiv                 |
| Uruguay                   | Camila Vezzoso (en)           | 18 ans | 1,74 m | Artigas                 |
| Venezuela                 | Irene Esser                   | 19 ans | 1,80 m | Río Caribe              |
| Viêt Nam                  | Diễm Hương Lưu (en)           | 22 ans | 1,75 m | Hô-Chi-Minh-Ville       |

## Ordre d'annonce des finalistes
| 1. Venezuela 2. Turquie 3. France 4. Pérou 5. Russie 6. Mexique 7. Pologne 8. Hongrie 9. Afrique du Sud 10. Philippines 11. Croatie 12. Brésil 13. Kosovo 14. Australie 15. Inde 16. États-Unis | 1. Australie 2. Russie 3. Brésil 4. France 5. Venezuela 6. États-Unis 7. Hongrie 8. Afrique du Sud 9. Mexique 10. Philippines 1. Venezuela 2. Philippines 3. Australie 4. États-Unis 5. Brésil |

## À propos des pays participants

### Débuts
- Gabon
- Lituanie

### Retours
Dernière participation en 2009
- Bulgarie
- Éthiopie
- Namibie

Dernière participation en 2010
- Norvège

### Désistements
- Égypte
- Îles Turques-et-Caïques
- Îles Vierges des États-Unis
- Kazakhstan
- Portugal
- Slovénie